# Silce
Silce (ukr. Сільце) – wieś na Ukrainie, w obwodzie zakarpackim, w rejonie berehowskim, w hromadzie Kamjanśke. W 2001 liczyła 3112 mieszkańców.